# Acorania enmediensis
Acorania enmediensis is een mosdiertjessoort uit de familie van de Acoraniidae. De wetenschappelijke naam van de soort is voor het eerst geldig gepubliceerd in 2007 door López-Fé.